# Орлов, Михаил Егорович
Михаил Егорович Орлов (13 ноября 1911, Листвягово, Енисейская губерния — 7 мая 1944, Севастополь, Крымская АССР) — старшина Рабоче-крестьянской Красной Армии, Герой Советского Союза (1945).

## Биография
Михаил Орлов родился 13 ноября 1911 года в селе Листвягово (ныне — Краснотуранский район Красноярского края). Окончил неполную среднюю школу. До войны проживал и работал в посёлке Усть-Абакан в Хакасии. В 1941 году Орлов был призван на службу в Рабоче-крестьянскую Красную Армию. С июля того же года — на фронтах Великой Отечественной войны.
К маю 1944 года старшина Михаил Орлов командовал пулемётным расчётом 848-го стрелкового полка 267-й стрелковой дивизии 51-й армии 4-го Украинского фронта. Отличился во время штурма Севастополя. 7 мая 1944 года Орлов поднял в атаку своих товарищей и в числе первых прорвался к вершине Сапун-горы, приняв активное участие в её захвате. В том бою он погиб. Похоронен в посёлке Черноречье в черте Севастополя.
Указом Президиума Верховного Совета СССР от 24 марта 1945 года старшина Михаил Орлов посмертно был удостоен высокого звания Героя Советского Союза. Также был награждён орденом Ленина и медалью.
В честь Орлова названа улица в Усть-Абакане.
В Усть-Абакане у средней школы номер 2 установлен бюст.